# Emblema della Repubblica Serba di Bosnia ed Erzegovina
L'emblema della Repubblica Serba di Bosnia ed Erzegovina, cirillico: Амблем Републике Српске, è composto partendo dal centro dalle lettere РС, ossia il corrispondente in alfabeto cirillico delle lettere RS, inscritte in un campo contenente i colori della bandiera serba, il quale è circondato da foglie di quercia tenute legate in basso da un fiocco anch'esso dei colori della bandiera. Ai bordi dello stemma vi è il nome dell'entità sia in caratteri latini che quelli cirillici invece in cima è presente una corona reale chiusa mentre in fondo si trova la corona della famiglia Kotromanić che regnò sulla Bosnia durante il Medioevo.
L'emblema ha sostituito quello precedente il 16 giugno 2007 dopo che era stato dichiarato illegittimo dalla corte costituzionale della Bosnia ed Erzegovina.